# Zbigniew Naliwajek
Zbigniew Naliwajek – polski literaturoznawca, doktor habilitowany nauk humanistycznych, pracownik naukowy Katedry Filologii Romańskiej Wydziału Filologicznego Uniwersytetu Łódzkiego.

## Życiorys
W 1991 r. habilitował się na podstawie pracy zatytułowanej Alain - pournier romancier. Został zatrudniony na stanowisku profesora nadzwyczajnego w Instytucie Romanistyki na Wydziale Neofilologii Uniwersytetu Warszawskiego.